# Nohic
Nohic is een gemeente in het Franse departement Tarn-et-Garonne (regio Occitanie) en telt 1089 inwoners (2005). De plaats maakt deel uit van het arrondissement Montauban.

## Geografie
De oppervlakte van Nohic bedraagt 12,6 km², de bevolkingsdichtheid is 86,4 inwoners per km².
De onderstaande kaart toont de ligging van Nohic met de belangrijkste infrastructuur en aangrenzende gemeenten.

## Demografie
Onderstaande figuur toont het verloop van het inwonertal (bron: INSEE-tellingen).